# Marco Da Silva
Marco Belo Da Silva, född 8 maj 1982 i Moçambique, är en svensk före detta fotbollsspelare som spelat i Allsvenskan för Enköpings SK och Östers IF. 
Da Silva föddes i Moçambique och kom till Sverige som femåring. Hans moderklubb är Enköpings SK, vilka han spelade för fram till 2004. Inför säsongen 2005 gick han till Östers IF. Under sin första säsong i klubben fick han EF-trophy, priset för säsongens bästa Österspelare, som delas ut av supporterklubben East Front. Öster blev nedflyttade ur Superettan 2007, och klubben valde att inte förlänga Da Silvas kontrakt. Efter den säsongen blev han såld till LB07. Han spelade i LB07 fram till 2010 när han slutade med fotboll.
Han spelade två landskamper för Sveriges P18-landskamp år 2000.